# Nhà hát Opera Quốc gia Hungary
Nhà hát Opera Quốc gia Hungary (tiếng Hungary: Magyar Állami Operaház) là một nhà hát opera theo phong cách Tân Phực Hưng nằm ở trung tâm Budapest, trên đại lộ Andrássy. Lúc đầu có tên là Nhà hát Opera Hoàng gia Hungary, địa danh được thiết kế bởi Miklós Ybl, một nhân vật lớn trong kiến trúc Hungary ở thế kỉ 19. Công trình khởi công vào năm 1875, được gây quỹ bởi thành phố Budapest và Hoàng đế Franz Joseph I của Áo-Hung, nhà hát mới khánh thành trước công chúng vào ngày 27 tháng 9 năm 1884. Trước khi đóng cửa "Népszínház" ở Budapest, đây là tòa nhà lớn thứ ba trong thành phố; ngày nay nó là nhà hát lớn thứ hai ở Budapest nói riêng và Hungary nói chung.
Các nhóm lưu diễn đã biểu diễn các vở opera trong thành phố từ đầu thế kỉ 19, song như Legány lưu ý, "một kỷ nguyên mới bắt đầu sau năm 1835, khi mà một bộ phận của Đoàn Opera và Nhà hát Quốc gia Kasa đặt chân đến Buda".
 Họ đã tiếp quả Nhà hát vào năm 1835, một bộ phận khác của đoàn cũng được kết nạp sau những vở diễn opera dưới sự chỉ huy của nhạc trưởng Ferenc Erkel. Đến năm 1837, họ đã tự lập tại Magyar Színház (Nhà hát Hungary) vào năm 1840, Nhà hát đã trở thành "Nemzeti Színház" (Nhà hát Quốc gia). Sau khi được khánh thành, Nhà hát Opera Quốc gia đã có nhiều vở diễn và nhanh chóng trở nên nổi tiếng với kho tàng khoảng 45 đến 50 vở opera và khoảng 130 vở diễn thường niên.

Ngày nay, nhà hát opera là nơi tổ chức Vũ hội Opera Budapest, một sự kiện xã hội có từ năm 1886.

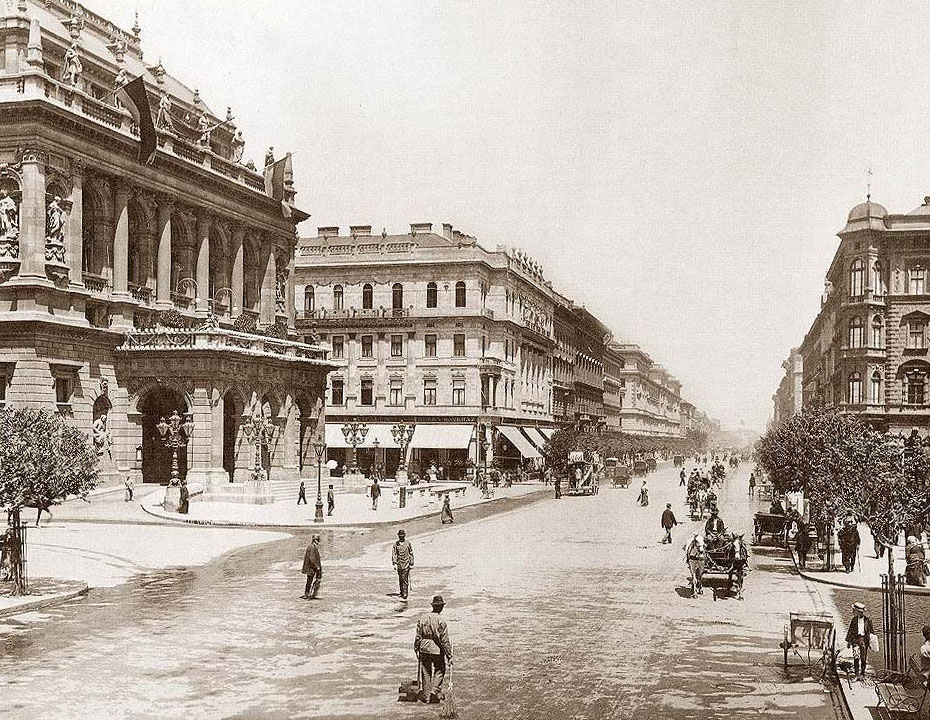
Nhà hát Opera nằm ở bên trái khung hình vào năm 1896.

## Lịch sử ra đời
Nhiều nghệ sĩ danh tiếng từng là khách mời tại Nhà hát như nhà soạn nhạc Gustav Mahler, giám đốc ở Budapest từ năm 1888 đến 1891 và Otto Klemperer, giám đốc âm nhạc trong 3 năm từ 1947 đến 1950.
Ở thập niên 1970, tình trạng xuống cấp của tòa nhà buộc chính phủ Hungary phải ban bố công văn cải tạo lớn, bắt đầu được tiến hành vào năm 1980 và kéo dài đến năm 1984. Ngày tái mở cửa Nhà hát được tổ chức đúng gần 100 năm sau ngày mở cửa đầu tiên, tức vào ngày 27 tháng 9 năm 1984.

## Tổng quan

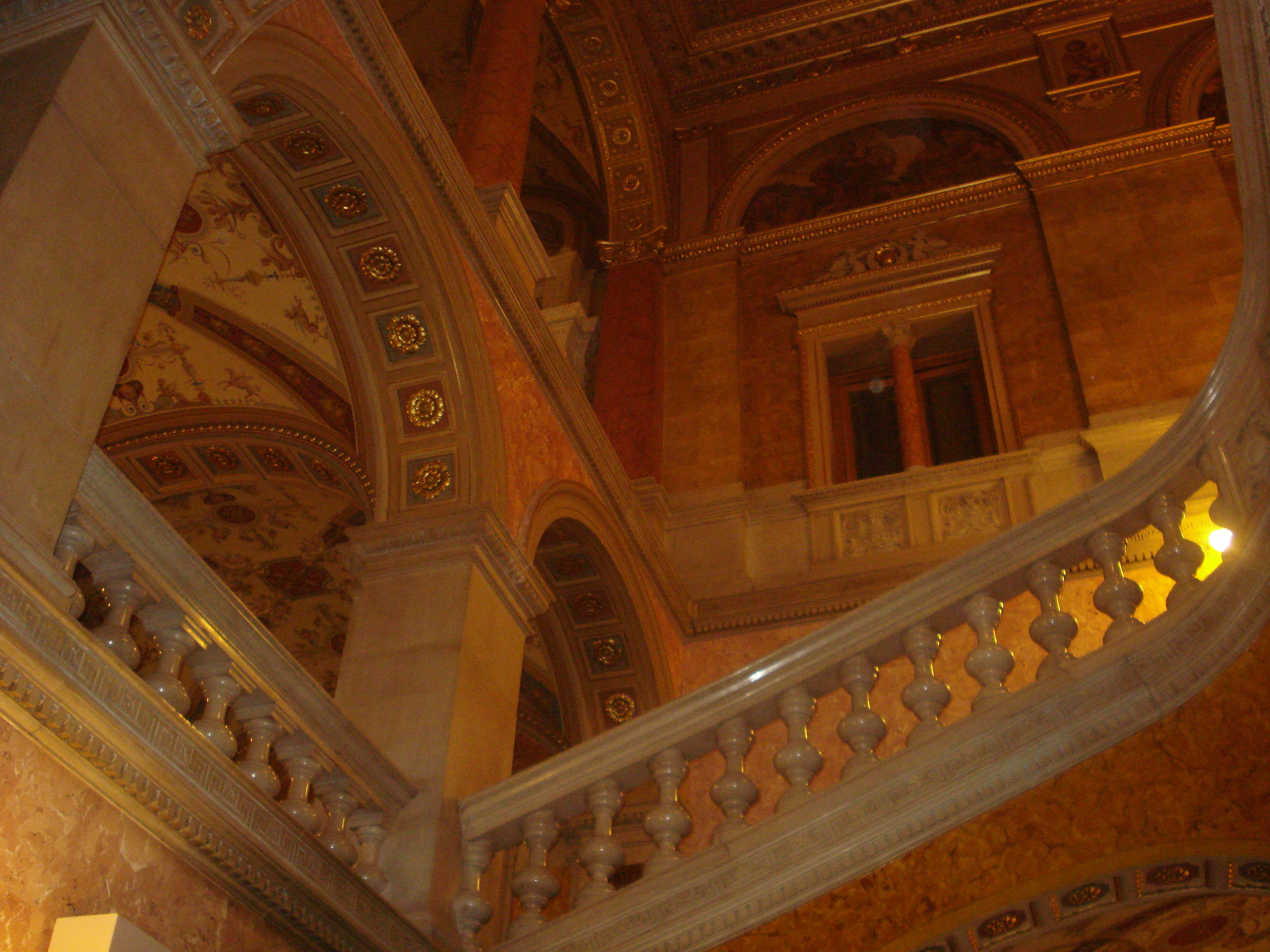
Những bậc thang lát đá cương theo lối từ cửa chính lên tầng một

Đây là một tòa nhà được trang trí lộng lẫy và được xem là một trong những kiệt tác kiến trúc. Nhà hát được xây dựng theo phong cách tân-Phục Hưng với một số đặc điểm của Baroque. Những vật dùng để trang trí gồm có các bức họa và điêu khắc của nhân vật hàng đấu trong giới nghệ thuật Hungary như Bertalan Székely, Mór Than và Károly Lotz. Mặc dù không có sức chứa và quy mô thuộc hàng đồ sộ nhất, nhưng về mặt vẻ đẹp và chất lượng âm thanh, Nhà hát Opera Budapest Opera được xem là một trong những nhà hát opera tốt nhất thế giới.